# Diascia dielsiana
Diascia dielsiana là một loài thực vật có hoa trong họ Huyền sâm. Loài này được Schltr. ex Hiern mô tả khoa học đầu tiên năm 1904.